# Fynn Lastring
Fynn Lastring (* 11. Mai 2007) ist ein deutscher Basketballspieler.

## Werdegang
Lastring spielte als Jugendlicher zunächst Fußball bei der DJK Adler Union Frintrop. Im Alter von acht Jahren begann er mit dem Basketballsport im Verein und wechselte später in die Jugendabteilung des ETB SW Essen. Er fand Aufnahme in die Jugendleistungsmannschaften der von mehreren Vereinen gebildeten Spielgemeinschaft Metropol Baskets Ruhr und erhielt 2022 zusätzlich einen Platz im Aufgebot des Zweitligisten VfL SparkassenStars Bochum. Anfang Dezember 2022 bestritt Lastring im Alter von 15 Jahren, sechs Monaten und 22 Tagen unter Bochums Trainer Félix Bañobre seinen ersten Einsatz in der 2. Bundesliga ProA. Lastring spielte bis 2024 in Bochum.
Er nahm in der Sommerpause 2024 ein Angebot des SC Rasta Vechta an, um zunächst vorrangig in der Jugend sowie in der zweiten Mannschaft der Niedersachsen in der 2. Bundesliga ProA eingesetzt zu werden.

### Nationalmannschaft
Im August 2023 trat Lastring mit der deutschen U16-Nationalmannschaft bei der Europameisterschaft dieser Altersklasse an. Im August 2024 gewann er mit der deutschen U18-Auswahl in Tampere die Europameisterschaft dieser Altersklasse.